# Dżakfrut

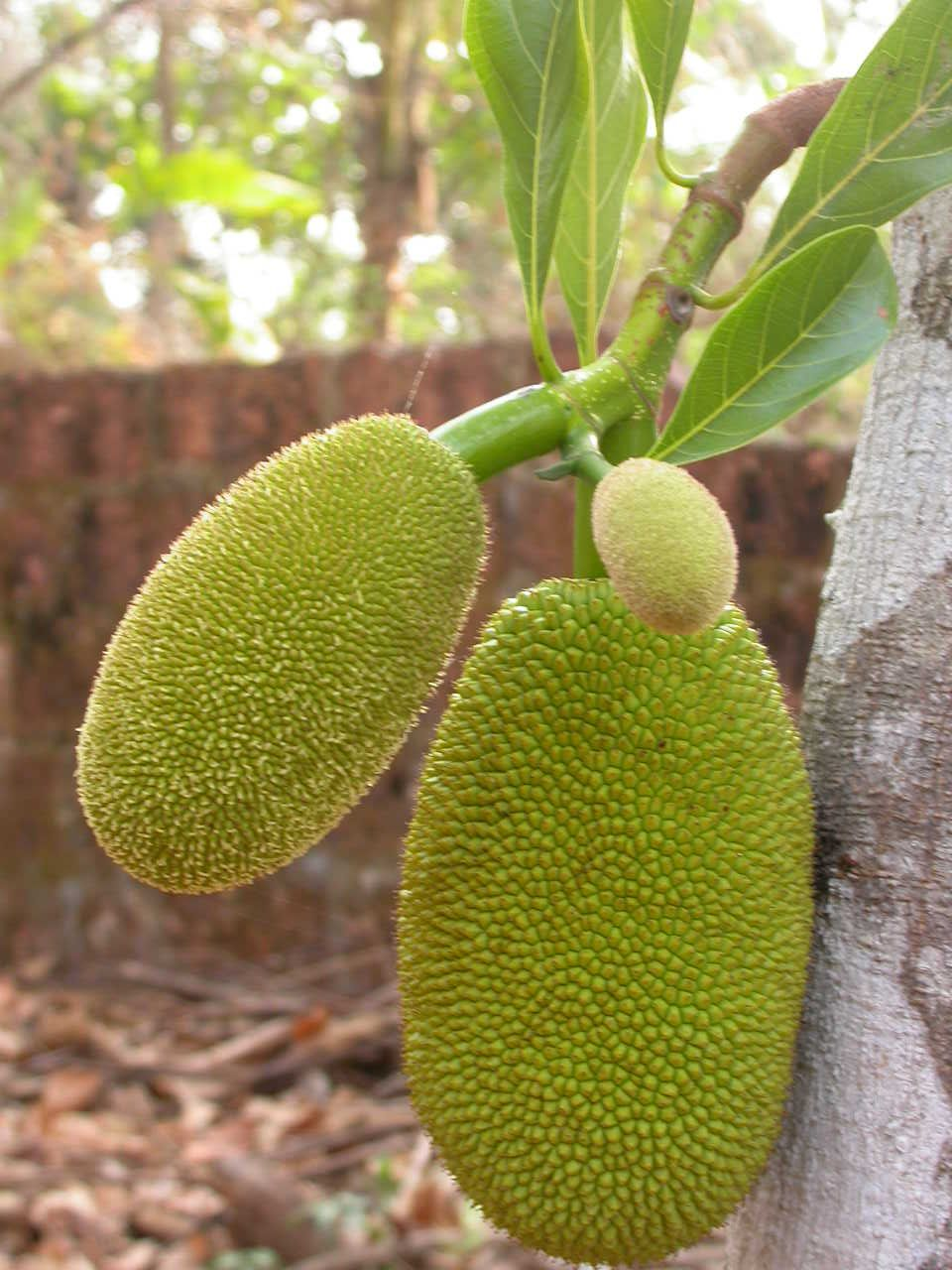
Jackfruit

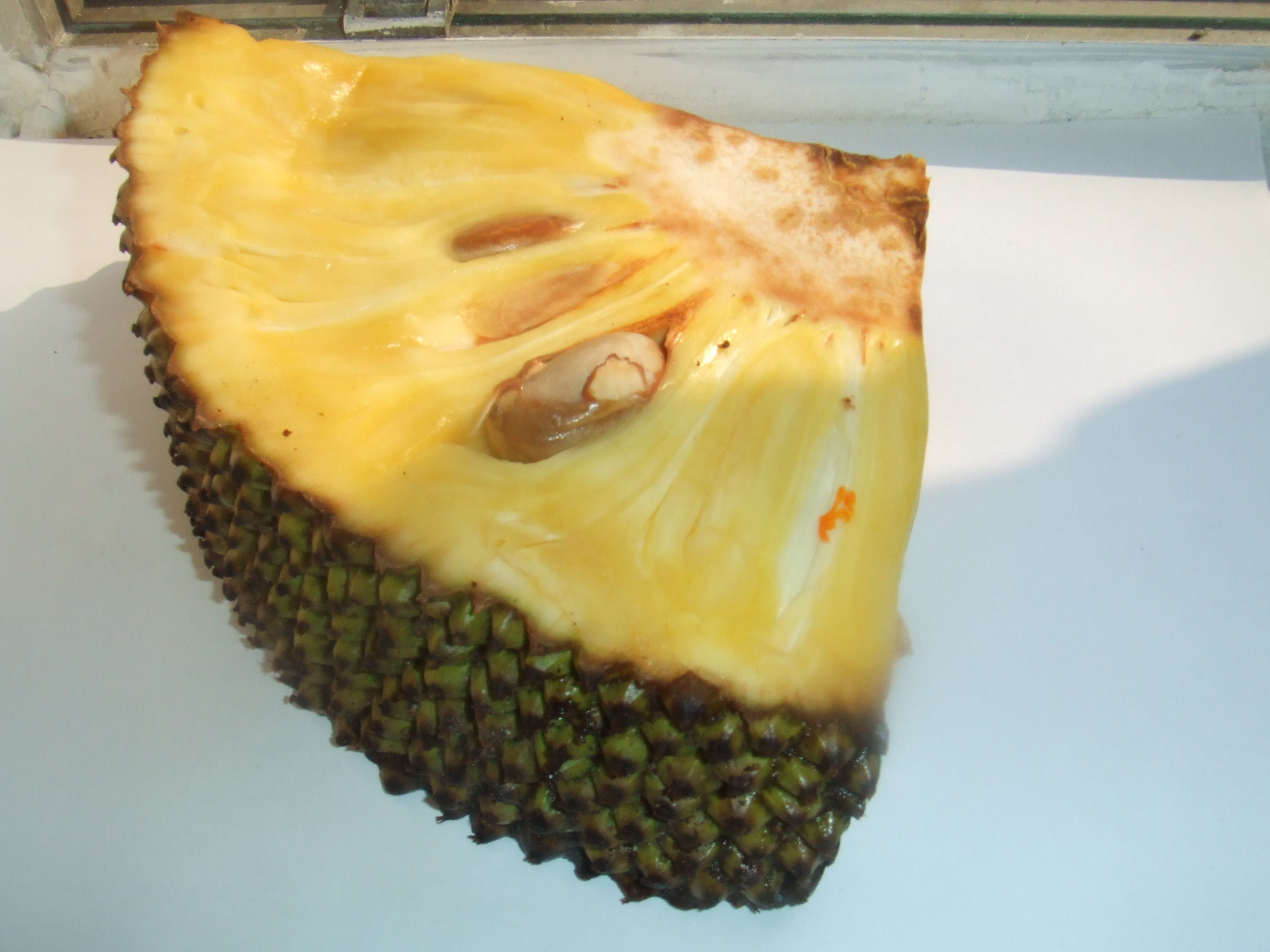
Rozcięty owoc

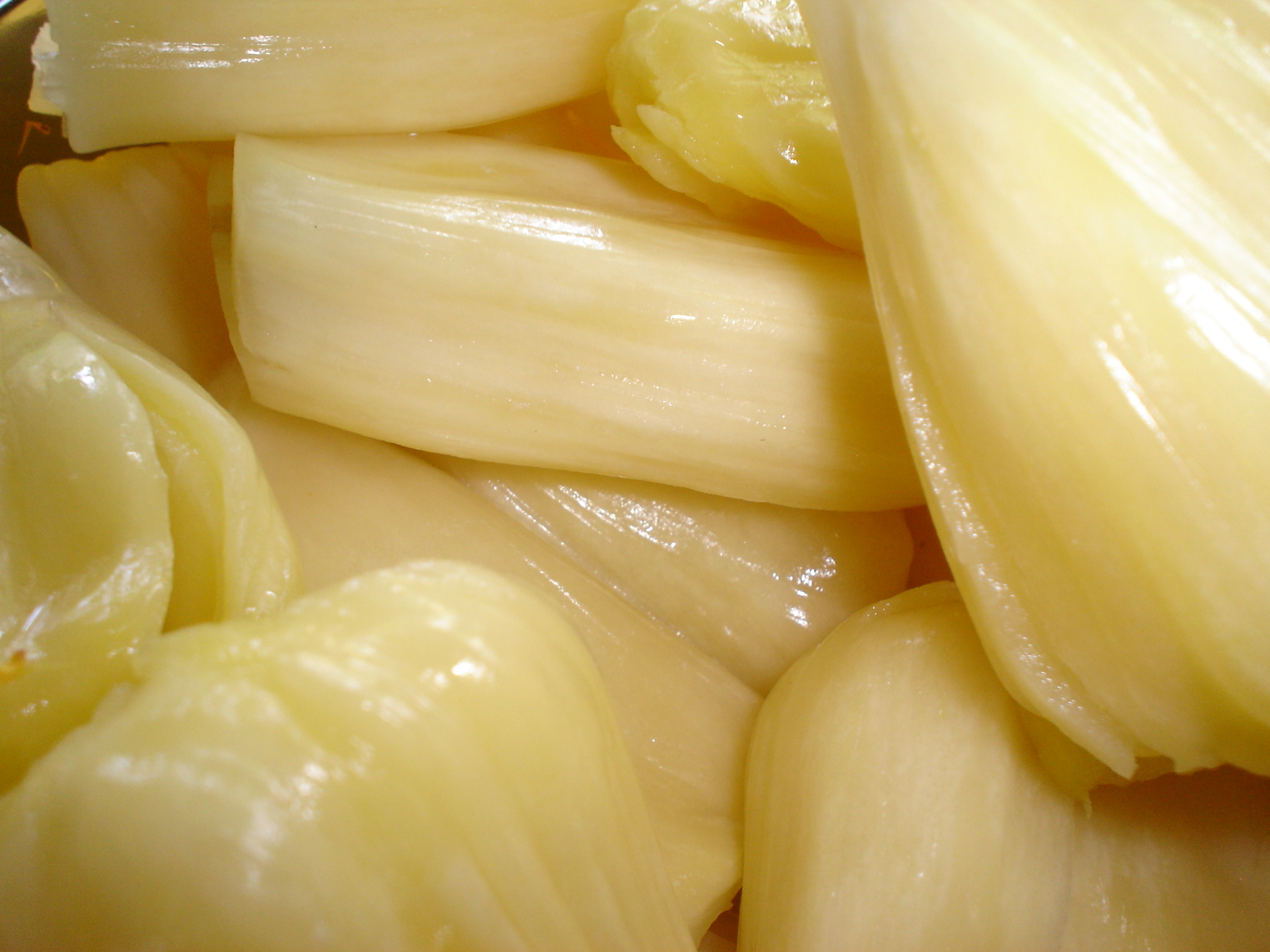
Cząstki dżakfruta

Dżakfrut, jackfruit – owoc chlebowca różnolistnego (Artocarpus heterophyllus) z rodziny morwowatych, występującego w Azji Południowej, Południowo-wschodniej i Afryce.
Owoce (właściwie owocostany), nieco podobne do owoców chlebowca właściwego, osiągają do 90 cm długości i 30 kg masy. Spożywa się zarówno na surowo, jak i po poddaniu obróbce termicznej. Miąższ jest dość soczysty, ciemno-żółty, odznacza się intensywnym, upajającym zapachem. W kuchni indyjskiej wykorzystuje się również nasiona.
Od 2017 r. popularny w kuchni zachodniej, gdzie niedojrzały wykorzystywany jako substytut mięsa.